# Milčice (okres Nymburk)
Milčice jsou obec v okrese Nymburk ve Středočeském kraji. Leží asi jedenáct kilometrů jihozápadně od Nymburku. Žije zde 293 obyvatel. Katastrální území obce měří 651 hektarů.

## Historie
První písemná zmínka o obci pochází z roku 1294. Do roku 1547 patřily Milčice k přerovskému panství, po tomto roce připadly Poděbradům. Ve vesnici působil na přelomu 18. a 19. století rychtář František Vavák a narodila se zde lékařka Eliška Vozábová.
Ve vsi Milčice (376 obyvatel) byly v roce 1932 evidovány tyto živnosti a obchody: autodoprava, 2 hostince, kolář, kovář, obchod s lahvovým pivem, 2 rolníci, řezník, 2 obchody se smíšeným zbožím, spořitelní a záložní spolek pro Milčice a Velké Chvalovice, trafika, velkostatek cukrovaru v Sadské.

## Přírodní poměry
Milčice stojí ve Středolabské tabuli v nadmořské výšce okolo 200 metrů. Západně od vesnice se nachází přírodní památka Milčice, vyhlášená k ochraně pěnovcových lučních pramenišť.

## Obyvatelstvo
| Rok            | 1869 | 1880 | 1890 | 1900 | 1910 | 1921 | 1930 | 1950 | 1961 | 1970 | 1980 | 1991 | 2001 | 2011 | 2021 |
| -------------- | ---- | ---- | ---- | ---- | ---- | ---- | ---- | ---- | ---- | ---- | ---- | ---- | ---- | ---- | ---- |
| Počet obyvatel | 369  | 376  | 381  | 331  | 363  | 372  | 376  | 311  | 363  | 350  | 351  | 285  | 312  | 304  | 291  |
| Počet domů     | 34   | 34   | 35   | 35   | 43   | 47   | 63   | 64   | 74   | 80   | 88   | 91   | 95   | 102  | 103  |

## Obecní správa

### Územněsprávní začlenění
Dějiny územněsprávního začleňování zahrnují období od roku 1850 do současnosti. V chronologickém přehledu je uvedena územně administrativní příslušnost obce v roce, kdy ke změně došlo:
- 1850 země česká, kraj Jičín, politický i soudní okres Poděbrady[8]
- 1855 země česká, kraj Čáslav, soudní okres Poděbrady
- 1868 země česká, politický i soudní okres Poděbrady
- 1939 země česká, Oberlandrat Kolín, politický i soudní okres Poděbrady[9]
- 1942 země česká, Oberlandrat Hradec Králové, politický okres Nymburk, soudní okres Poděbrady[10]
- 1945 země česká, správní i soudní okres Poděbrady[11]
- 1949 Pražský kraj, okres Poděbrady[12]
- 1960 Středočeský kraj, okres Nymburk
- 2003 Středočeský kraj, okres Nymburk, obec s rozšířenou působností Nymburk

### Obecní symboly
Znak a vlajka byly obci uděleny rozhodnutím předsedy Poslanecké sněmovny Parlamentu České republiky dne 18. června 2003.

## Doprava
Obcí prochází silnice II/334 Sadská – Kouřim – Sázava. Železniční trať ani stanice na území obce nejsou. Nejbližší železniční zastávkou jsou Tatce ve vzdálenosti jeden kilometr na trati Praha–Kolín. 
V roce 2025 zde má zastávku autobusová linka 433 v trase Pečky, žel. st. - Milčice - Sadská - Písková Lhota, rozc. Hořátev - Hořátev, ZD - Nymburk, hl. nádr. (popřípadě některé spoje místo Pískové Lhoty vedeny přes Zvěřínek a Písty) a také linka 826 v trase Pečky, žel. st. - Milčice, křižovatka - Tatce - Klučov, Skramníky - Hořany - Poříčany, žel. st. - Klučov - Český Brod, Liblice, obec - Český Brod, žel. st. - Rostoklaty - Břežany II. - Tuklaty, Akátová - Tuklaty, Tlustovousy

## Pamětihodnosti
Na návsi stojí památkově chráněný barokní pískovcový kříž z roku 1782. Kříž spočívá na hranolovém sloupu s iónskou hlavicí a bohatě profilovaným soklem.